# Vassiliki Vougiouka

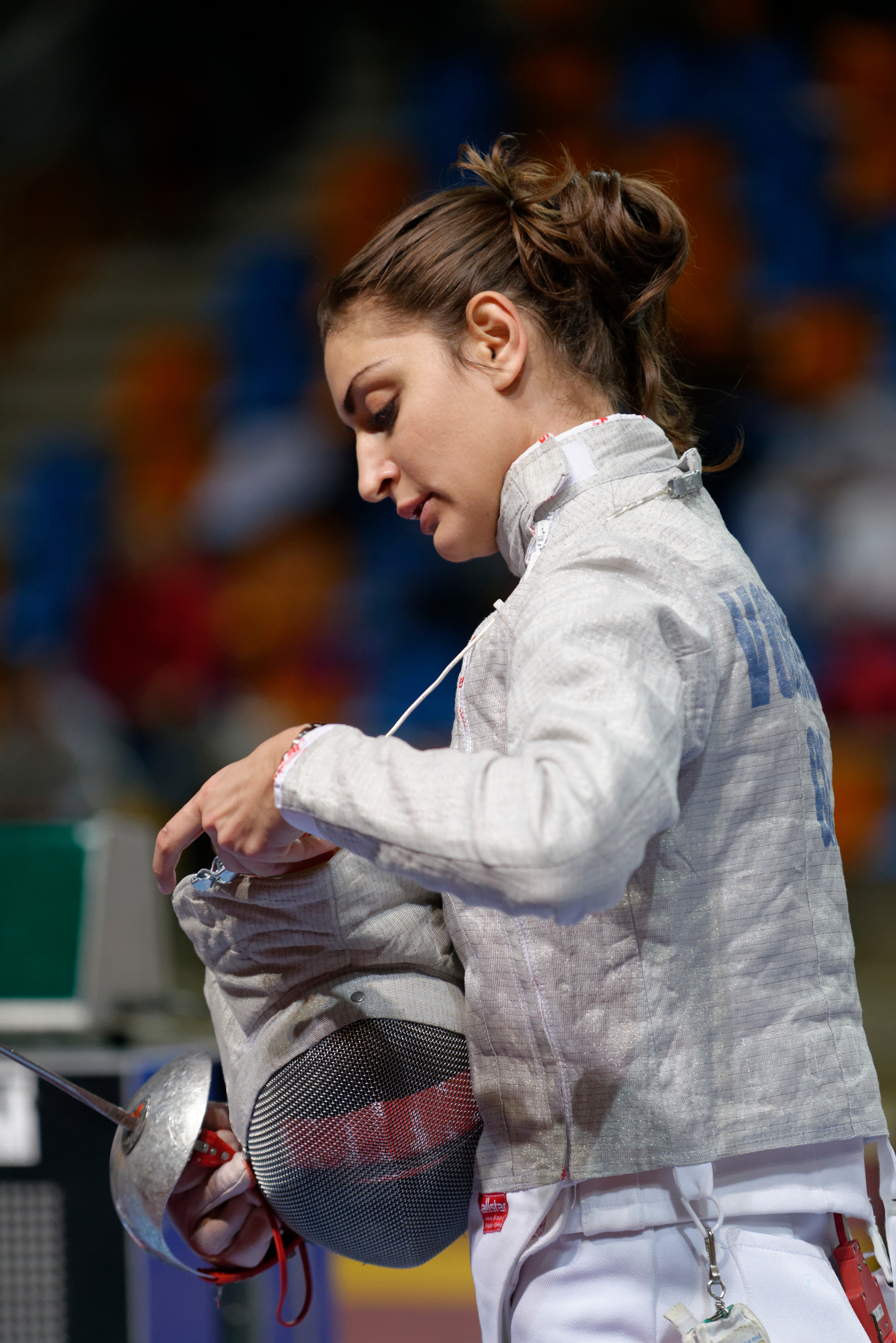
Säbel-Grand-Prix in Orléans 2014

Vassiliki „Vaso“ Vougiouka (griechisch Βασιλική «Βάσω» Βουγιούκα; * 20. Juni 1986 in Athen) ist eine griechische Fechterin.

## Privates
Vougiouka arbeitet als Angestellte im öffentlichen Dienst.

## Sportliche Erfolge
Vougiouka hat am Anfang ihrer Karriere mit dem Florett gefochten und u. a. bei den Junioreneuropameisterschaften 2004 in Espinho die Bronzemedaille erkämpft. Seit der Saison 2005/2006 hat sie die Waffe gewechselt und nimmt an internationalen Säbelturnieren teil.

### Olympische Spiele
- Bei den Spielen 2012 in London unterlag sie im Viertelfinale gegen die spätere Goldmedaillengewinnerin Kim Ji-yeon aus Südkorea.[1]
- Bei den Spielen 2016 in Rio de Janeiro unterlag sie im Achtelfinale gegen die spätere Goldmedaillengewinnerin Jana Jegorjan aus Russland.

### Weltmeisterschaften
- 2013 sechster Platz
- 2014 fünfter Platz
- 2015 sechster Platz

### Europameisterschaften
- 2009 fünfter Platz
- 2010 sechster Platz
- 2011 siebter Platz
- 2012 zweiter Platz
- 2013 zweiter Platz
- 2014 dritter Platz

### Weltcup
Beim Weltcup (Aktive Säbel) 2010 in Budapest erkämpfte sie sich den ersten Platz.
Bei der England Trophy (Aktive Säbel) 2012 in London erfocht sie sich den ersten Platz.